# Wolfgang Held (Schriftsteller, 1930)
Wolfgang Held (* 12. Juli 1930 in Weimar; † 17. September 2014 ebenda) war ein deutscher Schriftsteller und Drehbuchautor, der neben Romanen auch Jugendbücher und Drehbücher schrieb.

## Leben
Wolfgang Held wuchs in einem konsequent sozialdemokratischen Elternhaus auf. Er wurde stark geprägt von der Erfahrung des KZ Buchenwald, als er im April 1945 auf der Suche nach einem von der Gestapo verhafteten Onkel war. Held besuchte eine Volksschule und Handelsaufbauschule in Weimar. 1948/1949 war er als Volkspolizist freiwilliger Aufbauhelfer u. a. bei der Enttrümmerung und beim Bau der Wasserleitung Maxhütte. 
Nach einer Erkrankung an Tuberkulose hatte er im Sanatorium eine für den weiteren Lebensweg entscheidende Begegnung und ein monatelanges, gemeinsames Zusammenleben in einem Zimmer mit einem gleichaltrigen Vikar. Diese Erlebnisse verarbeitete er in dem Drehbuch zu dem DEFA-Film Einer trage des anderen Last …. 
Held begann danach eine journalistische Ausbildung und erhielt eine Tätigkeit als Redaktionsassistent. Sein erstes Buch wurde 1959 veröffentlicht. Ab 1964 war Held freischaffender Schriftsteller. Im literarischen Schaffen war er beeinflusst von Louis Fürnberg, Hans-Joachim Malberg, Bruno Apitz und Walter Janka.
1989 war Held für den Europäischen Filmpreis nominiert.
Held starb im September 2014 im Alter von 84 Jahren in seiner Heimatstadt.

## Auszeichnungen
- Literatur- und Kunstpreis der Stadt Weimar
- Verdienstmedaille der Nationalen Volksarmee in Gold
- Nationalpreis der DDR, Vaterländischer Verdienstorden in Gold (1984)[4]
- Preis der Filmkritiker
- Goldene Ehrennadel der Stadt Weimar 2005
- Für das Beste Drehbuch wurde Held 1989 zudem nominiert für den Europäischen Filmpreis.

## Werke

### Romane und Erzählungen
- Die Nachtschicht. Volksverlag, Weimar 1959
- Manche nennen es Seele. Volksverlag, Weimar 1962
- Der Tod zahlt mit Dukaten. Das Neue Berlin, Berlin 1964, Gelbe Reihe
- Das Licht der schwarzen Kerze. Das Neue Berlin, Berlin 1967 (NA: BS Verlag Rostock Bruhn, Rostock/Bargeshagen 2010, ISBN 978-3-86785-133-6)
- Der letzte Gast. Das Neue Berlin, Berlin 1968 (2011 Neuauflage als Mord in der Distel-Bar, Verlag Kirchschlager, Arnstadt)
- Schild überm Regenbogen. Militärverlag der DDR, Berlin 1973 (NA: Militärverlag der DDR, Berlin 1984)
- Visa für Ocantros. Das Neue Berlin, Berlin 1976 (NA: Militärverlag der DDR, Berlin 1990)
- Härtetest. Militärverlag der DDR, Berlin 1978 (NA: Militärverlag der DDR, Berlin 1987)
- Al-taghalub – Gesetz der Bärtigen. Das Neue Berlin, Berlin 1982 (NA: BS-Verlag-Rostock Bruhn, Rostock/Bargeshagen 2004, ISBN 3-89954-085-9)
- Eilfracht via Chittagong. Militärverlag der DDR, Berlin 1982 (NA: Militärverlag der DDR, Berlin 1983)
- Lasst mich doch eine Taube sein. Militärverlag der DDR, Berlin 1986 (NA: BS-Verlag-Rostock Bruhn, Rostock/Bargeshagen 2007, ISBN 978-3-86785-015-5)
- Wie eine Schwalbe im Schnee. Das Neue Berlin, Berlin 1987, ISBN 3-360-00203-2 (NA: BS-Verlag-Rostock Bruhn, Rostock/Bargeshagen 2007, ISBN 978-3-86785-015-5)
- Die gläserne Fackel. Mitteldeutscher Verlag, Halle/Leipzig 1989, ISBN 3-35400-510-6
- Einer trage des anderen Last. Das Neue Berlin, Berlin 1995, ISBN 3-359-00787-5 (NA: Quartus-Verlag, Bucha bei Jena 2002. Als E-Book: EDITION digital, Godern 2013, ISBN 978-3-86394-951-8)
- Uns hat Gott vergessen. Quartus-Verlag, Bucha bei Jena 2000, ISBN 3-931505-68-5
- Last und liebes Kummerfeld. BS-Verlag-Rostock Bruhn, Rostock/Bargeshagen 2010, ISBN 978-3-86785-132-9
- Mord in der Distel-Bar. Verlag Kirchschlager, Arnstadt 2011, ISBN 978-3-934277-33-5 (Neuauflage von 1968 Der letzte Gast)
- Flugfunken. BS-Verlag-Rostock Bruhn, Rostock/Bargeshagen 2013, ISBN 978-3-86785-277-7
- Ich erinnere mich. Eine Autobiografie. Eckhaus Verlag Weimar, Weimar 2014, ISBN 978-3-945294-00-0

### Kinder- und Jugendbücher
- Mücke und sein großes Rennen. Knabes Jugendbücherei, Weimar 1961 (NA: Knabes Jugendbücherei, Weimar 1963; Knabes Jugendbücherei, Weimar 2012, ISBN 978-3-940442-86-4)
- Du sollst leben, Mustapha. Knabes Jugendbücherei, Weimar 1962 (NA: Kulturni, prosvetni in zdogovinski zavod Borec, Ljubljana 1965)
- Quirl hält durch. Kinderbuchverlag Berlin 1964
- Hilfe, ein Wildschwein kommt. Kinderbuchverlag, Berlin 1964 (NA: BS-Verlag-Rostock Bruhn, Rostock/Bargeshagen 2008, ISBN 978-3-86785-060-5)
- Der Teufel heißt Jim Turner. Knabes Jugendbücherei, Weimar 1964 (NA: Knabes Jugendbücherei, Weimar 1966)
- Das Steingesicht von Oedeleck. Kinderbuchverlag, Berlin 1966 (NA: Kinderbuchverlag, Berlin 1980)
- Petrus und drei PS. Knabes Jugendbücherei, Weimar 1966 (NA: Knabes Jugendbücherei, Weimar 1968)
- Feuervögel über Gui. Kinderbuchverlag, Berlin 1969 (NA: Kinderbuchverlag, Berlin 1971)
- Blaulicht und schwarzer Adler. Knabes Jugendbücherei, Weimar 1969 (NA: Knabes Jugendbücherei, Weimar 1974)
- Zwirni träumt vom Weltrekord. Knabes Jugendbücherei, Weimar 1971 (NA: Knabes Jugendbücherei, Weimar 1972)
- Im Netz der weißen Spinne. Kinderbuchverlag, Berlin 1973 (NA: Kinderbuchverlag, Berlin 1984)
- Aras und die Kaktusbande. Knabes Jugendbücherei, Weimar 1982 (NA: Knabes Jugendbücherei, Weimar 2008, ISBN 978-3-940442-22-2)
- ...auch ohne Gold und Lorbeerkranz. Kinderbuchverlag, Berlin 1983 (NA: Edition D.B Verlag, Erfurt 2003, ISBN 978-3-936662-05-4)
- Wiesenpieper. Kinderbuchverlag, Berlin 1987, ISBN 3-358-00364-7 (NA: Kinderbuchverlag, Berlin 1989, ISBN 3-358-00364-7)

### Filmografie
- 1966: Flucht ins Schweigen
- 1968: Schüsse unterm Galgen
- 1968: 12 Uhr mittags kommt der Boss
- 1969: Zeit zu leben
- 1971: Anflug Alpha 1
- 1971: Gefährliche Reise (Fernsehmehrteiler)
- 1973: Das Licht der Schwarzen Kerze (Fernsehdreiteiler)
- 1974: Visa für Ocantros (Fernsehzweiteiler)
- 1977: Zweite Liebe – ehrenamtlich (Fernsehen)
- 1978: Härtetest (Fernsehen)
- 1983: Wiesenpieper (Fernsehen)
- 1983: Polizeiruf 110: Die Spur des 13. Apostels (Fernsehreihe)
- 1988: Einer trage des anderen Last …
- 1989: Die gläserne Fackel (Fernsehmehrteiler)
- 1990: Silberdistel (Fernsehen)
- 1990: Lasst mich doch eine Taube sein

### Sachbuch
- Das Thüringer Rostbratwurstbüchlein. Verlag Kleine Arche, Erfurt 1993, ISBN 3-929662-06-X (NA: Verlags-Haus Thüringen, Erfurt 1998, ISBN 3-89683-128-3)